# George James (cầu thủ bóng đá)
George Charles James (2 tháng 2 năm 1899 - 13 tháng 12 năm 1976) là một cầu thủ bóng đá người Anh thi đấu ở vị trí tiền đạo trung tâm.

## Tiểu sử
James sinh ra ở Oldbury. Ông gia nhập West Bromwich Albion vào tháng 1 năm 1920 và ở lại câu lạc bộ trong 9 năm. Vào tháng 5 năm 1929 ông  chuyển đến Reading với mức giá 650 bảng Anh, sau đó vào tháng 2 năm 1930 ông đến Watford với mức giá 300 bảng Anh. James giải nghệ vào tháng 5 năm 1933, sau đó trở thành chủ quán rượu ở West Bromwich, nơi ông qua đời năm 1976.